# Прапор мапуче
Прапор мапуче — це кожен із прапорів, який використовується як емблема та символ нації мапуче та громад і організацій мапуче в Чилі та Аргентині. Існує кілька різних прапорів, які представляють громади та території мапуче.

## Родовий прапор

Прапор предків (прапор Лаутаро) за твором Педро Суберкасо

Перші записи про використання прапорів арауканського народу датуються іспанськими хроніками під час Війни за Арауко, більш відомий описаний у Пісні XXI епічної поеми La Araucana (1569). Там Алонсо де Ерсілья описав в одній зі своїх пісень воїна на ім'я Талькауано, який населяв землю поблизу нинішнього міста, яке носить його ім'я, за яким йшли війська, що носили сині, білі та червоні емблеми. Найхарактернішою рисою старого арауканського прапора є Guñelve, який є символом з іконографії мапуче, який можна описати як октаграму або зірку з вісьмома кінцями. Він символізує планету Венеру, але також помилково вважалося, що символізує дерево канело, яке вважається священним серед мапуче.  Гуньельве, також званий «зіркою Арауко», надихнув Бернардо О'Хіггінса на створення нинішнього прапора Чилі. 

## У Чилі

Венуфоє, прапор чилійських мапуче.

Прапор гуньєльве, який, ймовірно, використовувався військами мапуче під час війни Арауко на початку XVIII століття.

У березні 1991 року чилійська організація мапуче Aukiñ Wallmapu Ngulam, також відома як Рада всіх земель, закликала створити прапор нації мапуче. Було подано близько 500 проєктів, один з яких був обраний для нації мапуче. Прапор називається Wenufoye (на мапудунґуні Небесне Канело).
Кольори та форми цього прапора мапуче представляють:
- Жовтий (chod або choz): оновлення, символ сонця.
- Синій (kallfü): життя, порядок, багатство і всесвіт. У мапудунгуні це також прикметник, який можна перекласти як «священний» або «духовний».
- Білий (lüq): очищення, зцілення та символ довголіття, мудрості та процвітання
- Червоний (kelü): сила і могутність, символ історії.
- Зелений (karü): земля або природа, мудрість, родючість і цілюща сила, символ махі (шамана мапуче).
- Культрун (kultrung або kultrug), «барабан мапуче»: це ударний інструмент для церемоніального та соціального використання. Він має плоску поверхню, на якій зображена поверхня Землі. Там намальовано круг світобачення мапуче: Meli Witran Mapu (чотири сторони світу), а також сонце, місяць і зірки. Це символ пізнання світу.
- Gemil (ngümin) Ступінчастий хрест або зірка, подібна до хреста Чакана чи інків, або ромб із звивистою рамкою: символізує мистецтво ручної роботи, науку та знання; символ писемності.

Крім Wenufoye, є п'ять інших прапорів, що представляють різні території: вентенче, вільїче, лафкенче, Нагче і пеуенче.

Територія вентенче[es]
Територія вільїче
Територія лафкенче[es]
Територія Нагче[es]
Територія пеуенче

## В Аргентині

Прапор громад мапуче-теуельче.

Прапор аргентинського народу мапуче був створений у 1987 році Хуліо Антіеко та ратифікований у 1991 році Першою асамблеєю лідерів і громад аборигенів у Тревеліні. Провінція Чубут оголошує цей символ «офіційною емблемою громад аборигенів провінції» (Закон 4,072).
Їх кольори та символіка:
- Блакитний: небо
- Білий: колір «святого коня» (міфологічний дух)
- Жовтий: сонце
- Стріла (Kewpü): символізує війну. —Коли народ мапуче-теуельче відновить свою гідність як рідної нації і війна закінчиться, ця стріла буде видалена.

## Зовнішні посилання
- Народ мапуче на сайті "Прапори світу" .
- Історія та зображення прапора мапуче (in Spanish)
- Прапор мапуче-теуельче (in Spanish)